# Віденський карнавал (Шуман)
«Віденський карнавал» (нім. Faschingsschwank aus Wien), ор.26 — фортепіанний цикл Роберта Шумана написаний у 1839 році. Цикл складається з 5 частин.

## Створення та пошук жанру
Створення циклу відбулося під враженнями від карнавального святкування у Відні, яке автор побачив незадовго до повернення у Лейпциг. Шуман ввів до твору Марсельєзу, яка на той час була заборонена в Австрії, зашифрувавши її.
Шуман, розуміючи всю нестандартність твору, намагався визначити жанрову приналежність циклу. В березні 1839 року, під час написання «Віденського карнавалу», у листі до іншого композитора Шуман згадав твір як «велику романтичну сонату». У іншому листі — «романтичною видовищною п'єсою», а після цього «Карнавальною виставою». Насамкінець, Роберт Шуман зупиняється на незвичній формі: це не «фантазії» і навіть не «п'єси-фантазії», а «фантазійні образи/картини» (нім. «Fantasiebilder»).

## Структура циклу
Якщо проаналізувати структуру всього циклу(як одного твору) зважаючи на особливості побудови, то можна побачити, що тональний план формується на тональності B-dur (як тональність рефрену), з відхиленням у паралельний мінор в другому номері та тональність мінорної S. Темпові характеристики також мають характерні ознаки, бо лише одна частина написана у повільному темпі. Тож, можна підсумувати, що як і кожна частина цього циклу так і всі твори разом буди написані за принципами рондо:
| 1       | 2        | 3         | 4           | 5      |
| Allegro | Romanze  | Scherzino | Intermezzo  | Finale |
| швидко  | повільно | швидко    | дуже швидко | жваво  |
| B-dur   | g-moll   | B-dur     | es-moll     | B-dur  |